# Pieve di Samolaco
La pieve di Samolaco fu un'antica suddivisione territoriale della diocesi di Como, e dell’alto Comasco in generale, con capoluogo Samolaco.
A differenza delle altre pievi, a causa del terreno alluvionale dove aveva sede la chiesa e il capoluogo in generale, non sopravvisse alla fine del Medioevo: le piene dell’Adda ne distrussero più volte l’insediamento che venne abbandonato, e quando i Grigioni conquistarono la Val Chiavenna nel Cinquecento, la pieve non esisteva già più essendo confluita nel contado di Chiavenna.